# São Julião (Setúbal)
São Julião ist eine ehemalige Gemeinde (Freguesia) im portugiesischen Kreis (Concelho) von Setúbal. Die Gemeinde hatte 16.682 Einwohner (Stand 30. Juni 2011).
Im Zuge der administrativen Neuordnung in Portugal 2013 wurde die Gemeinde aufgelöst und mit den Gemeinden Santa Maria da Graça und Nossa Senhora da Anunciada zur neuen Gemeinde União das Freguesias de Setúbal (São Julião, Nossa Senhora da Anunciada e Santa Maria da Graça) zusammengefasst. Sitz der Gemeinde wurde São Julião.